# Plac Na Stawach w Krakowie

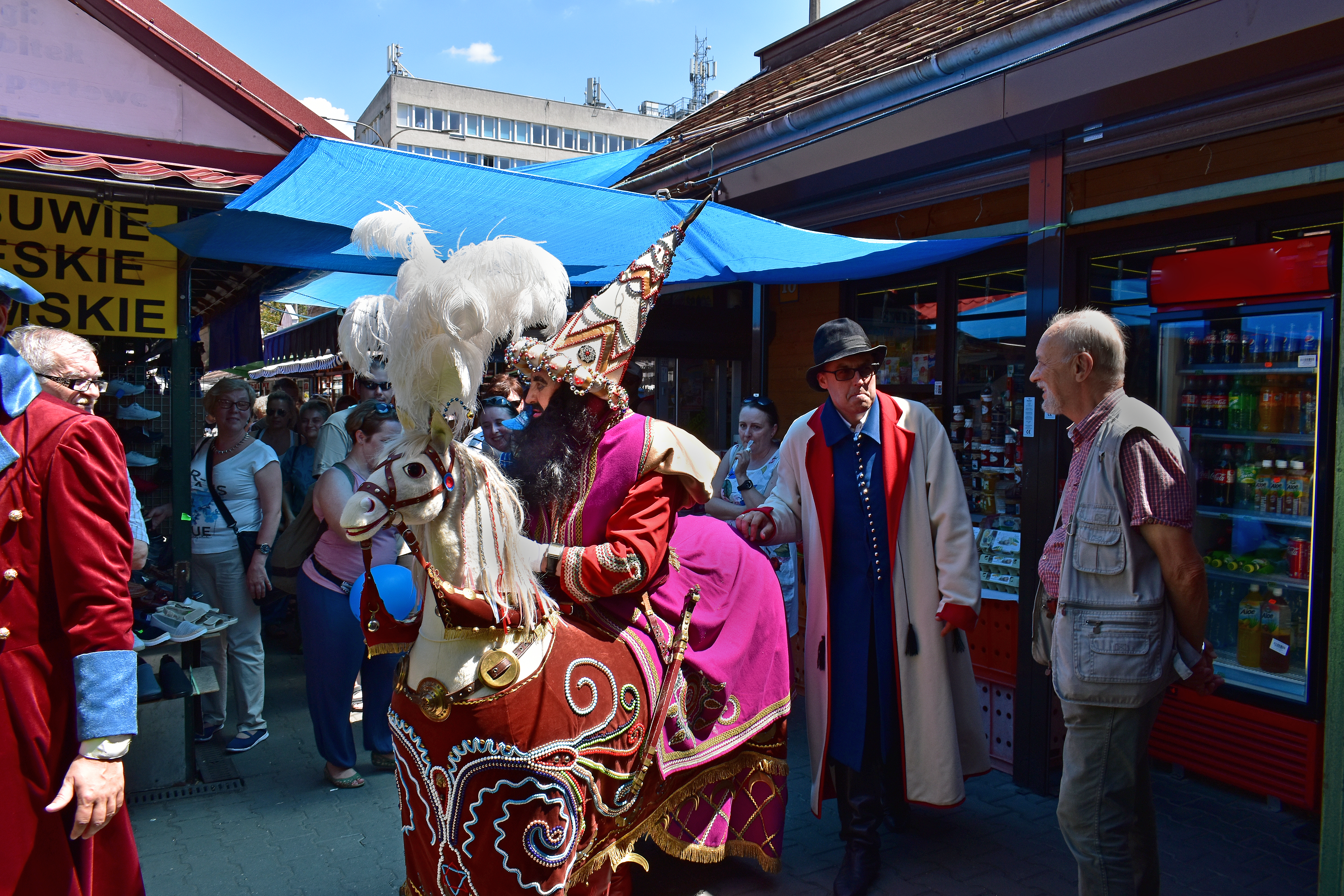
Lajkonik odwiedzający kupców na placu (2019).

Plac Na Stawach – plac w Krakowie, w dzielnicy VII Zwierzyniec, na Półwsiu Zwierzynieckim. Ograniczony ulicami Senatorską, Bolesława Komorowskiego oraz Filarecką.
Nazwa placu to wspomnienie po znajdujących się kiedyś w tym miejscu stawach rybnych (Staw Zwierzyniecki), należących do zwierzynieckich norbertanek. Stawy zasilał kanał prowadzący wodę z odnogi rzeki Rudawa (tzw. Niecieczy). Stawy zasypano w XIX wieku, a pamięć pozostała w nazwie placu (od 1912 roku). Obecnie jest to plac targowy.
Plac znajduje się na trasie corocznego pochodu Lajkonika, który odwiedza kupców handlujących tutaj i pobiera od nich „haracz”.
Działający do 1991 roku na rogu Placu i ul. Senatorskiej 4a Bar Na Stawach opiewał w swoim wierszu, zamieszczonym w zbiorze wierszy o takim właśnie tytule, Jerzy Harasymowicz:

Nieraz pytają za kim jestem
W tym kraju częsta to sprawa
Mówię najbardziej popieram szyld
Z napisem "Bar Na Stawach"

Śpiewał o nim także Wojciech Belon piosenkę zaczynającą się od słów:

Jeszcze się z nocy kołysze miasto
ósma piętnaście Na Stawach Bar
bramę otwiera wchodzimy tedy
ja i Hnatowicz Jan

Po raz pierwszy 23 czerwca 1980 roku na placu zorganizowano Bal na Stawach. Ostatnia impreza miała miejsce w 1995 roku. Reaktywowany w 2011 roku z inicjatywy Jarosława Sokoła, ostatni odbył się w 2019 roku. 